# Marcel Marnat
Pour les articles homonymes, voir Marnat.
Marcel Marnat, né le 6 juillet 1933 à Lyon et mort le 17 décembre 2024 à Issy-les-Moulineaux,,,,, est un musicologue, journaliste et producteur de radio français.

## Biographie
Après une formation scientifique, Marcel Marnat collabore à la rédaction de divers journaux et revues culturels (Combat, Jazz Hot, Arts, Les Lettres françaises, L'Express, Preuves, Le Monde, Disques, Harmonie, Le Monde de la musique, La Nouvelle Revue française). Il écrit sur les actualités, l'art, le cinéma, la littérature et recense notamment les nouvelles parutions discographiques, ayant lui-même rédigé des centaines de notices pour des pochettes de disques vinyles et livrets de CD de musique classique.
Il est surtout connu pour sa biographie de Maurice Ravel (1986) qui comporte un catalogue des œuvres du compositeur en annexe et pour sa publication des souvenirs de Manuel Rosenthal sur Maurice Ravel (1995). De 1987 à 2018, il a publié régulièrement dans la revue Cahiers Maurice Ravel, publication annuelle de la Fondation Maurice Ravel dont il fut membre administrateur et dont il fut secrétaire. Il a été membre d'honneur de l'association des Amis de Maurice Ravel.
Marcel Marnat a été responsable de la programmation à France Musique de 1978 à 1992 et a collaboré depuis 1990 avec la Radio suisse romande-Espace 2.
Il a été longtemps membre de l'association Presse musicale internationale.
Le 30 septembre 2022, sa collection d'art premier a été vendue aux enchères à l'Hôtel Drouot.

## Publications

### Publications sur la musique
- Moussorgsky, Paris, Seuil, coll. « Solfèges », 1962, 192 p. (BNF 33090929)
- Maurice Ravel, Paris, Fayard, 1986, 828 p. (BNF 43135722)Prix de la critique dramatique et musicale 1987 ; Prix Bernier de l'Académie des beaux-arts 1987
- Beethoven, 1770-1827, Paris, Gisserot, coll. « Pour la Musique », 1988, 127 p. (BNF 36703353)
- Haydn, la mesure de son siècle, Paris, Fayard, 1995, 400 p. (BNF 35804516)
- Stravinsky, Paris, Seuil, coll. « Solfèges », 1995, 254 p. (BNF 35763408)
- Antonio Vivaldi, Paris, Fayard, 2003, 105 p. (BNF 38937912)
- Giacomo Puccini, Paris, Fayard, 2005, 736 p. (BNF 39971187)Prix Paul-Marmottan de l'Académie des beaux-arts ; Prix Pelléas ; Prix de la biographie musicale de la SACEM au Festival du livre de Deauville
- Venise, faute de mieux, Paris, Zurfluh, coll. « Les Romans d'Auguste », 2008, 186 p. (BNF 41248559)Biographie romanesque de Claudio Monteverdi[10]

### Éditions sur la musique
- Maurice Ravel, qui êtes-vous ? : L'hommage de La Revue musicale / Décembre 1938 / Introduction, notes et additifs de Marcel Marnat, Lyon, La Manufacture, 1987, 493 p. (BNF 38293710)
- Manuel Rosenthal, Maurice Ravel : Souvenirs de Manuel Rosenthal / recueillis par Marcel Marnat, Paris, Hazan, 1995, 206 p. (BNF 35743963)
- Lucien Guérinel (préf. Jean Gallois), Le lac et le bosquet : Entretiens avec Jean Roy et Marcel Marnat, Paris, Cig'Art, 2006, 165 p. (ISBN 2-85894-018-5, BNF 41047622)
- Manuel Rosenthal (préf. Marcel Marnat, édition annotée par Marcel Marnat et Thierry Bouchard), Maurice Ravel : souvenirs de Manuel Rosenthal recueillis par Marcel Marnat, Paris, Fario, coll. « Théodore Balmoral », 2018, 240 p. (BNF 45636867)réédition de celle de 1995 avec nouvelle introduction et notes complémentaires

### Publications sur la peinture
- Klee, Paris, Hazan, coll. « Les Maîtres de l'Art », 1969 (ISBN 2-85025-004-X, BNF 34562609)Livre non paginé
- Michel-Ange : Une vie, Paris, Gallimard, coll. « Idées », 1974, 314 p. (ISBN 2-07-035315-X, BNF 35196484)

### Publications sur la littérature
- D.H. Lawrence, Paris, Éditions Universitaires, coll. « Classiques du XXe siècle », 1966, 128 p. (BNF 33090928)

### Éditions sur la littérature
- D.H. Lawrence, L'homme d'abord : Essais choisis et présentés par Marcel Marnat, Paris, 10-18, 1968, 317 p. (BNF 33072936)